# Pawłokoma
Pawłokoma est une localité polonaise de la gmina de Dynów, située dans le powiat de Rzeszów en voïvodie des Basses-Carpates.